# Genie in a Bottle
«Genie in a Bottle» —en español: «Genio en una botella», y conocido en la comunidad hispana como «Genio atrapado»— es la canción debut de la cantante pop estadounidense Christina Aguilera, de su álbum debut homónimo Christina Aguilera de RCA Records. Fue lanzado el 22 de junio de 1999 en los Estados Unidos. La canción fue escrita por David Frank, Steve Kipner y Pamela Sheyne. «Genie In a Bottle» es el primer sencillo oficial de Aguilera, por lo que también es el primer video oficial de su ser nominado para varios premios siendo uno de ellos los Premios BMI en la categoría "Premio Individual ganar" y nominado a los Premios Grammy en 2000 en categoría de "Mejor Interpretación Vocal Pop Femenina".
Con esta canción la convirtió en el nacimiento del nuevo icono de la cultura pop y gracias a ello el sencillo logró posicionarse número 1 en países como Austria, Bélgica, Canadá, Dinamarca, Noruega, España, Reino Unido y Estados Unidos donde encabezó la lista Billboard Hot 100 durante cinco semanas convirtiéndola en unas de las pocas cantantes en tener un número 1 en aclamada lista son su canción debut y también en otros numerosos países. Alcanzó el top 5 en los países antes mencionados y en Francia, Alemania, Australia, Nueva Zelanda, Finlandia, Suiza, entre otros mercados.
Además la canción logró convertirse en "La canción del verano" de 1999 en dicho país según la revista Billboard, convirtiéndose en la segunda artista femenina en conseguir ente privilegio con su sencillo debut que llegó al número 1 en dicha lista solo detrás de Mariah Carey. La canción fue incluida en la lista de los sencillos más vendidos en el mundo. El sencillo le valió una candidatura al Grammy por Mejor interpretación pop femenina en 2000.
«Genio atrapado» es la versión en español de la canción «Genie in a Bottle», incluido en el primer álbum en español de Christina Aguilera titulado Mi reflejo. La canción fue muy exitosa convirtiéndose en la canción la número 7 más exitosa de la historia en la categoría Billboard Hot 100 Latin Songs. La versión en español fue también nominada al Grammy Latino y al igual que la versión en inglés por Mejor interpretación vocal pop femenina» en el año 2000.
Los vídeos musicales para «Genie in a Bottle» y «Genio Atrapado» fueron dirigidos por Diane Martel, los cuales fueron rodados en las playas de California donde podemos observar a una Christina sexy e inocente, actualmente es unos de los sencillos más exitosos de su carrera y de los más recordados. Al igual que «Genio Atrapado» en América Latina.
En 2008 Christina Aguilera lanzó su primer recopilatorio de éxitos titulado Keeps Gettin' Better: A Decade of Hits donde incluye la canción con la versión original en inglés y una nueva versión con un sonido futurístico llamándola «Genie 2.0» (esta última canción nunca fue sencillo oficial).

## Antecedentes

Antes de que Christina Aguilera tuviese éxito internacional con su primer sencillo "Genie in a Bottle", ella trabajaba para el programa The New Mickey Mouse Club de Disney.

Después de recibir la notificación de que la última temporada de The New Mickey Mouse Club saldría del aire —donde Aguilera era unas las protagonistas junto con Britney Spears y Justin Timberlake—, Aguilera decidió a lanzar su álbum debut en el momento en que terminara la preparatoria. Ella comenzó las sesiones de grabación con los productores Alleca Roberts y Michael Brown, pero estaba descontento con el actual ritmo de su carrera. A pesar de que se ofrece el tiempo de estudio gratuito con Alleca y Brown, Aguilera se aventuró a Japón en un esfuerzo por impulsar su carrera. Una vez allí, la pareja le ofreció la oportunidad de colaborar con el japonés Keizo Nakanishi en la canción "All I Wanna Do", aunque la experiencia no pudo alcanzar el éxito comercial. Como sus éxitos internacionales ampliaron, Aguilera llamó la atención de futuro, Steve Kurtz, que previamente había tenido un acuerdo verbal con Ruth Inniss, que posteriormente nunca llegó a ser.
Kurtz pasó gran parte de su tiempo dedicado a la búsqueda de Aguilera un contrato discográfico, enviando demos a varias empresas. Así como comenzaron las comunicaciones con RCA Records, se le ofreció la oportunidad de grabar la canción "Reflection" del tema de la película de 1998 de Disney, Mulan. Su éxito la llevó a conseguir un contrato de grabación multi-álbum. El estado financiero de RCA les impidió luchar con los principales sellos de la época. En un intento de animar a Aguilera a firmar con ellos y mantener la publicidad que rodea a "Reflection", se ofrecieron a grabar y lanzar su álbum debut en enero de 1999, aunque ese acuerdo finalmente fracasó a suceder. En un principio, Aguilera "no era demasiado loca" sobre la grabación demo de "Genie in a Bottle", a pesar de que con el tiempo se convirtió en "orgulloso" del resultado final. El ejecutivo De RCA Ron Fair simpatizado con su reacción a la liberación y la inclusión de la pista, encontrando que la decisión de marketing sería liberar un número como "azúcar dulce", algo que no era necesariamente un "temazo", por lo que su carrera podría fortalecer.

## Escritura, grabación y producción
Después de firmar con RCA, Aguilera comenzó a trabajar en su álbum debut Christina Aguilera. La canción fue escrita por Dan Frank, Steve Kipner y Pamela Sheyne. De acuerdo con los compositores principales que aparecieron en la serie de documentales Driven, Christina no estaba convencida de que la pista destacaría su voz. Su compositor afirmó que había una "batalla" entre Aguilera y sus productores, porque quería mostrar el poder y la audacia de su voz, mientras que sus productores querían un tema para la radio. El título original de la canción era "If You Wanna Be With Me", pero RCA lo cambió a "Genie in a Bottle" porque era más atractivo para el público.

## Vídeo musical

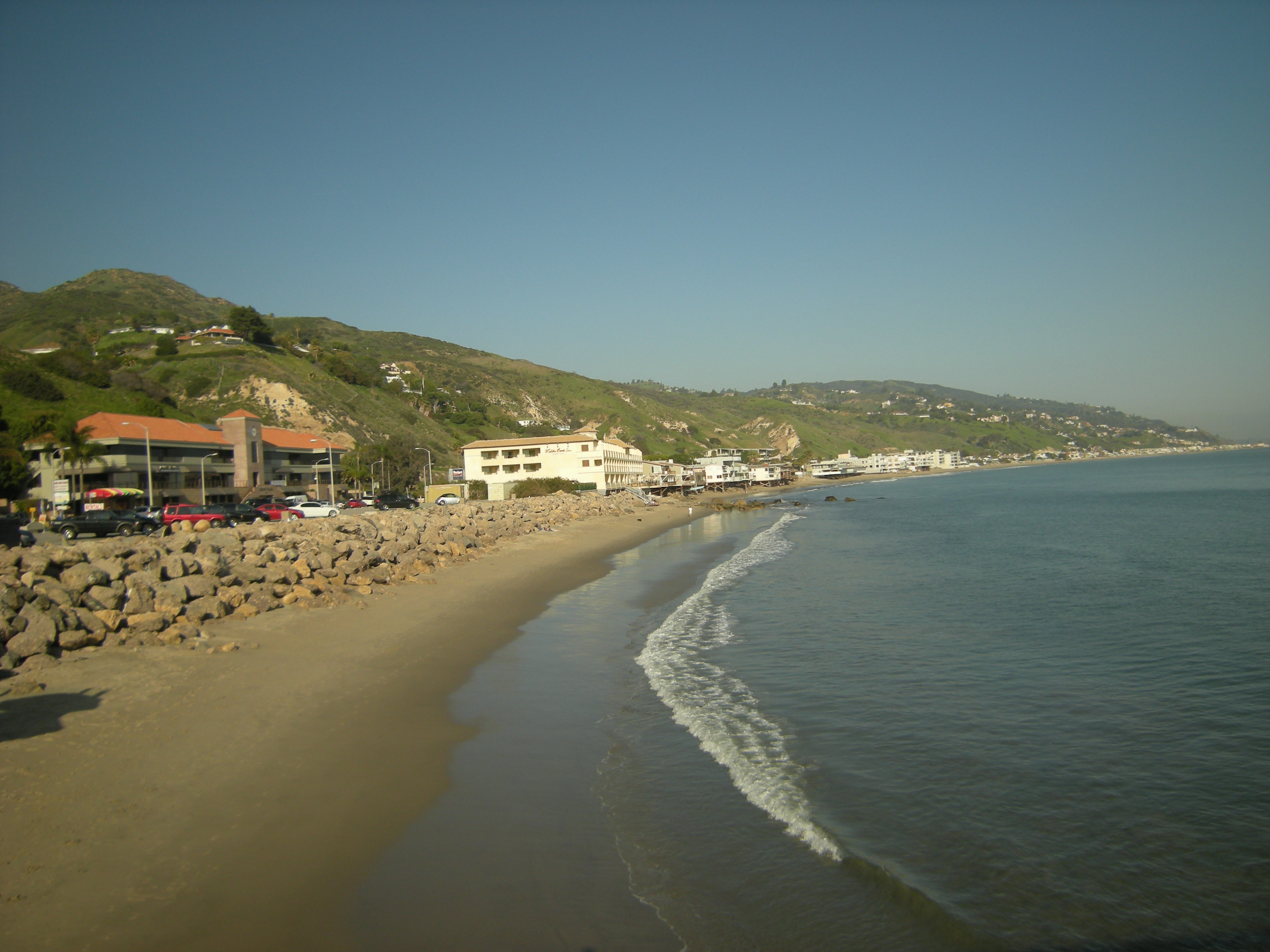
Las dos versiones del video fueron firmadas en las playas de Malibú, California con meses de diferencia.

El vídeo musical de la canción fue dirigido por Diane Martel, quien tuvo la idea de rodar el vídeo en  Malibú, California. 
Con el entorno de una playa y una casa de playa de madera. Aguilera argumentó "Yo estaba en la arena, engrasada con aceite de bebé, con pantalones cortos y un top", recordó, durante el vídeo. 
El vídeo hizo su debut en el mes de julio en cadenas de vídeo musicales de gran importancia como MTV, MuchMusic, entre otros. En el programa TRL de MTV llegó a la primera posición en reiteradas ocasiones, al cumplir 65 días dentro del conteo se envió al retiro.
La versión en español del vídeo fue rodada meses después que la versión en inglés y al también tuvo como localización las playas de Malibú, California. En el vídeo en español se mantienen la mayoría de las escenas de la versión en inglés y solo se reemplazan las escenas en las cuales Christina canta introduciendo tomas en español y algunas tomas alternas de Christina bailando con sus acompañantes en la playa. El vídeo fue lanzado en Estados Unidos, Latinoamérica, España y algunos países de Europa.

## Otros usos del nombre de la canción
El parodista 'Hawaiian Ryan' también registró una parodia de la canción, llamada "Weenie in a Bottle", uno de los temas de su álbum Shaving Ryan's Privates álbum. Esta parodia es a menudo erróneamente atribuido a "Weird Al" Yankovic. Aguilera también utilizó la línea de "wennie in a bottle" cuando imitaba a Samantha Jones en un episodio de Saturday Night Live, que acogió en 2004, donde su personaje reveló a todos que fue un hombre todo el tiempo.

## Rendimiento

### América

En Estados Unidos, "Genie in a Bottle" le valió a Aguilera como el primer número 1 en la lista Billboard Hot 100.

La canción fue lanzada el 22 de junio de 1999. Debutó en la posición número 61 en la lista Billboard Hot 100, pero al cabo de cinco semanas de su lanzamiento debido a la fuerte audiencia en la radio y las ventas de CD, "Genie in a Bottle" alcanzó el número 1 y permaneció en la posición durante cinco semanas consecutivas y un total de 25. En ese momento, tenía la estancia más larga en el número de todo el año, empatando "Livin' la vida loca" de Ricky Martin y "If You Had My Love" de Jennifer Lopez, hasta que Carlos Santana lograra acumular diez semanas en la posición con su sencillo "Smooth". El éxito de "Genie in a Bottle" marcó la tercera vez que en ese año una artista femenina nueva alcanzó el número 1 en el Hot 100 con su sencillo debut, siendo el primero de Britney Spears con "... Baby One More Time" y la segunda Jennifer López con "If You Had My Love". El éxito y el logro de los sencillos debut de Aguilera y Spears causó mucha rivalidad entre sus seguidores y las comparaciones entre las dos en los medios de comunicación. La canción también logró liderar con éxito otras listas de Billboard, encabezando el Top 40 Mainstream Top 40 Tracks y Top 40 Rhythmic. El tema alcanzó la posición número 7 en la lista de fin de año. En Canadá, el tema alcanzó la posición número 1 durante varias semanas. La canción incluso ingresó al Top 40 Adult Contemporary. Logró la certificación de disco de platino tras superar 1,000,000 de copias vendidas solo en este país. Es una de las canciones con más ventas de la década de 1990.
La versión en español de la canción, "Genio Atrapado", fue un gran éxito en la lista de las canciones en español, siendo considerada la séptima más exitosa en esa lista desde su creación.

### Europa
En Europa, "Genie In A Bottle"" logró ser un éxito total. El sencillo logró colocarse en la posición número 1 de la lista europea durante dos semanas consecutivas. En el Reino Unido, logró ser número 1 durante dos semanas y permaneció en la lista durante 24 semanas, logrando la certificación de Platino por 600,000 copias vendidas. En Alemania, el sencillo fue número 2, y logró la certificación de Oro por vender 150,000 copias, permaneciendo veintidós semanas en la lista. En Francia, el tema alcanzó la posición número 3, logró ser certificada oro por vender más de 250,000 copias y permaneció 25 semanas en la lista, siendo también, su mayor permanencia en ella. También logró ser número 1 en Austria, Bélgica y Noruega, Suiza y Suecia por lo que recibió numerosas certificaciones por altas ventas.

### Oceanía
El sencillo debutó en su primera semana en las posiciones número 8 y número 10 en Australia y Nueva Zelanda respectivamente. Tras pocas semanas, el sencillo logró ubicarse en la posición número 2 y certicaciones de Platino en ambos países por 70,000 y 15,000 copias vendidas respectivamente. La canción permaneció por poco más de quince semanas en las listas. Logró ser el número 10 en la lista de fin de año de Australia. En cuanto a Nueva Zelanda, la lista aún no publicaba listas a fin de año, sino hasta el año 2000.

## Presentaciones en vivo

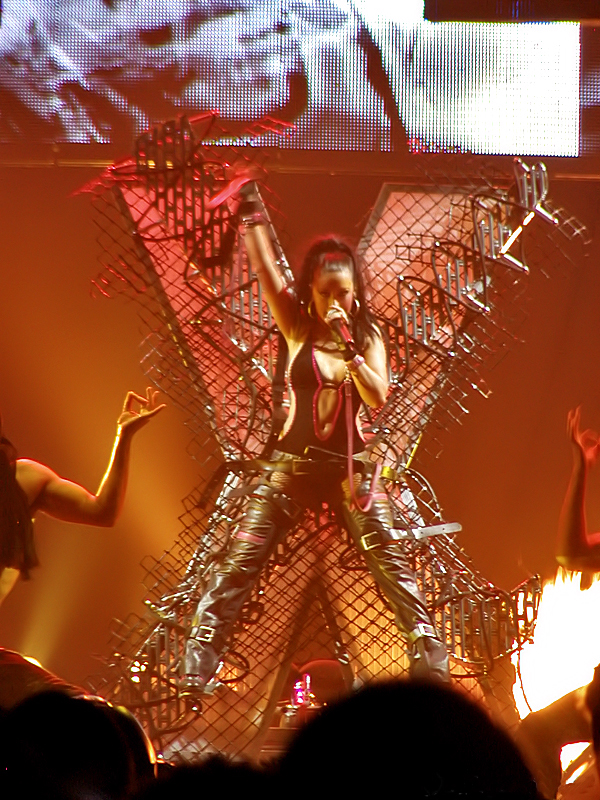
Aguilera interpretó el tema incrustada en una X durante el Stripped Tour. Los bailarines eran únicamente hombres y vestían similar a los verdugos.

En un esfuerzo por mantener el "zumbido" que rodea tanto el registro y Aguilera, RCA Records creó un punto de la huésped para que se lleve a cabo el seguimiento a la televisión adolescente comercializado en Beverly Hills 90210. El rendimiento Aguilera vio en un bar tocando en una fiesta de cumpleaños para un personaje llamado David. Dos días después de este Aguilera realizó la pista de nuevo, el uso de una naranja pantalones de cuero negro superior y se realiza el seguimiento del programa de MTV TRL entre otros temas del álbum homónimo. El día concreto en el que se realizó el anfitrión pista Carson Daly no estaba presente y Aguilera declaró públicamente que había "perdido" lo que llevó a un frenesí mediático que rodea a un rumoreado romance entre Daly y ella misma. El siguiente Aguilera meses realizado en la televisión británica Top of the Pops y durante el mismo episodio que su actuación fue transmitida por la actuación de Mariah Carey con la pista "Heartbreaker", que llevó Aguilera para anunciar a los medios de su apreciación y su voluntad de cumplir con el intérprete. Una vez más su actuación en Top of the Pops había reunido más controversia que había deseado y luego una pelea estalló en el equipo de Carey que señalaron los críticos se debe a la falta de éxito derivados de su álbum Rainbow y las comparaciones constantes entre la pareja (Aguilera y Carey). Aguilera también se realizó en el Museo Nacional de la Construcción para el Centro Médico Nacional de los Niños en la empresa del expresidente Bill Clinton, después se realizan para el concierto de WFLZ Y-2 en la Florida con 15.000 aficionados viendo, con una tapa de plata y gemas vaqueros tachonados con una bandana azul de lentejuelas de realizar la pista en ambas ocasiones.Fue anunciado por MTV en 1999 que Aguilera se presentará en vivo en la víspera de año nuevo, con pantalones de cuero "apretados" Aguilera realizó una la pista vivir como la primera canción en su conjunto, que fue seguido por "What a Girl Wants". "Genie in a Bottle", también se llevó a cabo durante su 2002-03 Stripped Live... on Tour, incluyendo teclados del medio oriente y la guitarra de pelo del metal de los años 80. El 23 de noviembre de 2008, se realizó la canción, mientras que la promoción de su álbum recopilatorio Keeps Gettin' Better: A Decade of Hits, en la 36° entrega anual de los American Music Awards. Ella abrió el show con un popurrí de siete minutos de sus grandes éxitos, que también incluyó "Beautiful", "Keeps Gettin' Better", "Dirrty", "Ain't No Other Man" y "Fighter".

### Presentaciones en giras
Christina presentó en vivo "Genie In A Bottle" en tres de sus giras mundiales y un fragmento de una nueva versión:
- Sears & Levis US Tour (2000): La canción que abría los conciertos de su primera gira.
- Latin American Tour (2001): También abría los conciertos pero haciendo un Medley con la versión en español Genio Atrapado.
- Stripped World Tour (2003): Recreaba con ritmos árabes y luego ella en una tabal en forma de X incrustrada.
- Back To Basics World Tour (2006): La canción no fue incluida en la lista de presentaciones del gira. Sin embargo, en el vídeo interlude de la canción Thank You utilizó partes de la letra de "Genie In A Bottle".

## Otras versiones
Durante 2000 se lanzó la versión en español del sencillo conocida como «Genio atrapado» para promocionar el primer álbum en español de Christina Aguilera titulado Mi reflejo. La canción fue lanzada como sencillo en Estados Unidos, América Latina, España y algunos países europeos.
La canción logró entrar a las listas de popularidad de Estados Unidos como en la Billboard Hot Latin Songs  en el número 13, así como la posición número 13 y número 7 en Billboard Latin Pop Airplay y Billboard Latin Tropical Airplay respectivamente. Fue nombrada la número 7 más exitosa de la historia en la categoría Billboard Hot 100 Latín Songs.
El vídeo musical de "Genio Atrapado" en su mayoría sigue siendo el mismo de la versión en inglés, "Genie in a Bottle", excepto las escenas en que Christina canta en realidad fueron retiro con un telón de fondo ligeramente diferente para que sus labios para que coincida con las letras de habla hispana (español).
La canción le valió su primera nominación al Grammy Latino del año 2000, en la categoría Mejor intérprete vocal pop femenina.
En 2008 presentó una nueva versión de la canción "Genie in a Bottle" titulada "Genie 2.0." con un sonido futurístico —Aguilera comentó que este sonido sería un adelanto a lo que sería el género de su próximo álbum para ese entonces Bionic (2010)—. La canción está incluida en el primer álbum recopilatorio de éxitos de Aguilera titulado Keeps Gettin' Better - A Decade of Hits (2008).
Dicha canción la presentó en los MTV Video Music Awards en forma de popurrí junto con el sencillo "Keeps Gettin' Better", para la promoción del álbum de éxitos titulado Keeps Gettin' Better - A Decade of Hits. En tal acto Aguilera iba bajando de un "edificio" con un traje de látex ajustado al cuerpo mientras entonaba la canción "Genie 2.0." a lo que luego se bajó y cantó "Keeps Gettin' Better" con bailarines vestidos de super héroes. Dicho acto fue por la conmemoración de sus primeros 10 años en la música.

### Versión de Dove Cameron
En 2016 sale una versión de Dove Cameron, para la película de Disney Descendants de 2015.

## Premios y nominaciones
"Genie in a Bottle" logró que Christina obtuviera una nominación al Grammy para «Mejor Interpretación Vocal Pop Femenina» en 2000. El sencillo ganó varios premios, incluyendo «Mejor Artista Vendedor Nuevo» de los World Music Awards. En MTV Asia, el tema ganó el «Artista Sexy del Mes», demostrando que "Genie in a Bottle" había obtenido mucho éxito mundialmente.
| Premiación                           | Premio                            | Nominación          | Resultado |
| ------------------------------------ | --------------------------------- | ------------------- | --------- |
| Nominaciones y premios               |                                   |                     |           |
| Grammys 1999                         | Mejor Interpretación Pop Femenina | «Genie in a Botlle» | Nominado  |
| Teen.com Awards 1999                 | Mejor Interpretación Femenina     | «Genie in a Botlle» | Ganador   |
| Blockbuster Entertainment Award 2000 | Sencillo Favorito                 | «Genie in a Botlle» |           |
| BMI Awards 2000                      | Escritura                         | «Genie in a Botlle» |           |
| Ivor Novello Awards                  | Éxito Internacional del año       | «Genie in a Botlle» |           |

## Posicionamiento en listas
| América        |                   |    |   |   |    |
| Canadá         | Top 100 Singles   | 65 | 1 | 6 | 15 |
| Estados Unidos | Billboard Hot 100 | 61 | 1 | 5 | 25 |
| Europa         |                   |    |   |   |    |
| Alemania       | Top 100 Singles   | 69 | 2 | 5 | 22 |
| Austria        | Top 40 Singles.   | 21 | 1 | 4 | 19 |
| Bélgica        | Top 50 Singles.   | 44 | 1 | 8 | 16 |
| España         | Top 20 Singles.   | 3  | 1 | 6 | 17 |
| Finlandia      | Top 20 Singles.   | 14 | 6 | 1 | 16 |
| Francia        | Top 100 Singles.  | 85 | 3 | 1 | 25 |
| Noruega        | Top 20 Singles.   | 11 | 1 | 2 | 18 |
| Países Bajos   | Top 100 Singles.  | 75 | 1 | 2 | 22 |
| Reino Unido    | Top 75 Singles    | 51 | 1 | 2 | 24 |
| Suecia         | Top 60 Singles    | 9  | 5 | 3 | 23 |
| Suiza          | Top 100 Singles   | 16 | 2 | 7 | 30 |
| Oceanía        |                   |    |   |   |    |
| Australia      | Top 50 Singles    | 8  | 2 | 4 | 17 |
| Nueva Zelanda  | Top 40 Singles    | 10 | 2 | 4 | 16 |

| Predecesor: "Wild Wild West" de Will Smith  | Billboard Hot 100 — Sencillo N.º 1 31 de julio de 1999 — 28 de agosto de 1999   | Sucesor: "Bailamos" de Enrique Iglesias     |
| Predecesor: "Blue (Da Ba Dee)" de Eiffel 65 | UK Singles Chart — Sencillo N.º 1 10 de octubre de 1999 — 23 de octubre de 1999 | Sucesor: "Flying Without Wings" de Westlife |

### Final del año
| Country        | Posición |
| -------------- | -------- |
| Australia      | 10       |
| Austria        | 9        |
| Europa         | 7        |
| Francia        | 29       |
| Alemania       | 7        |
| Suecia         | 39       |
| Países Bajos   | 35       |
| Suiza          | 10       |
| Reino Unido    | 13       |
| Estados Unidos | 7        |

### Final de la década
| Lista (1990–1999)    | Posición |
| -------------------- | -------- |
| US Billboard Hot 100 | 43       |

## Certificaciones
| América        |            |            |
| Estados Unidos | Platino    | 1.000.000+ |
| Europa         |            |            |
| Alemania       | Platino    | 500.000+   |
| Francia        | 4x Platino | 450.000+   |
| Reino Unido    | 3x Platino | 1.200.000+ |
| Suecia         | 2x Platino | 80.000+    |
| Suiza          | 4x Platino | 150.000+   |
| Oceanía        |            |            |
| Australia      | 6x Platino | 600.000+   |
| Nueva Zelanda  | 2x Platino | 60.000+    |

## Formatos
| CD Single Versión: EE. UU./Canadá |                     |                  |       |
| 1                                 | "Genie In A Bottle" | Versión Original | 03:36 |
| 2                                 | "Blessed"           |                  | 03:03 |

| CD Promo: EE. UU. |                     |                  |       |
| 1                 | "Genie In A Bottle" | Versión Original | 03:36 |
| 2                 | "Callout Hook"      | #1               |       |
| 3                 | "Callout Hook"      | #2               |       |

| CD Promo Remixes: EE. UU. |                     |                                |       |
| 1                         | "Genie In A Bottle" | Eddie Arroyo Club Mix Long     | 06:28 |
| 2                         | "Genie In A Bottle" | Riprock 'N' Alex G. Club Mix   | 07:57 |
| 3                         | "Genie In A Bottle" | The Eddie Arroyo Rhythm Mix    | 04:26 |
| 4                         | "Genie In A Bottle" | Eddie Arroyo Dub Mix           | 06:28 |
| 5                         | "Genie In A Bottle" | Riprock 'N' Alex G. Street Mix | 05:05 |
| 6                         | "Genie In A Bottle" | Flavio Vs. Mad Boris Mix       | 06:29 |
| 7                         | "Genie In A Bottle" | Acappella Mix                  | 04:16 |

| CD Single Versión: Alemania |                     |                  |       |
| 1                           | "Genie In A Bottle" | Versión Original | 03:36 |
| 2                           | "We're A Miracle"   |                  | 04:19 |

| CD-Maxi Versión: Alemania/CD Single Versión: Australia |                          |                  |            |
| 1                                                      | "Genie In A Bottle"      | Versión Original | 03:36      |
| 2                                                      | "We're A Miracle"        |                  | 04:19      |
| 3                                                      | "Don't Make Me Love You" |                  | 03:52/4:15 |

| CD-Maxi Versión: Italia |                     |                         |       |
| 1                       | "Genie In A Bottle" | Eddie Arroyo Rhythm Mix | 04:26 |
| 2                       | "Genie In A Bottle" | Riprock 'n' Alex G Mix  | 03:50 |
| 3                       | "Genie In A Bottle" | Eddie Arroyo Radio Club | 03:58 |
| 4                       | "Genie In A Bottle" | Versión Original        | 03:36 |

| CD Promo:UK |                     |                  |       |
| 1           | "Genie In A Bottle" | Versión Original | 03:36 |

| CD-Single Versión: UK 1 |                     |                  |       |
| 1                       | "Genie In A Bottle" | Versión Original | 03:36 |
| 2                       | "Blessed"           |                  | 03:03 |
| 3                       | "Genie In A Bottle" | A capela Mix     | 04:16 |

| CD-Single Versión: UK 2 |                     |                                    |       |
| 1                       | "Genie In A Bottle" | Versión Original                   | 03:36 |
| 2                       | "Genie In A Bottle" | Eddie Arroyo Radio Club Mix        | 03:56 |
| 3                       | "CD-Rom"            | Video musical de Genie In A Bottle | 03:35 |